# Phil Harris (Kapitän)

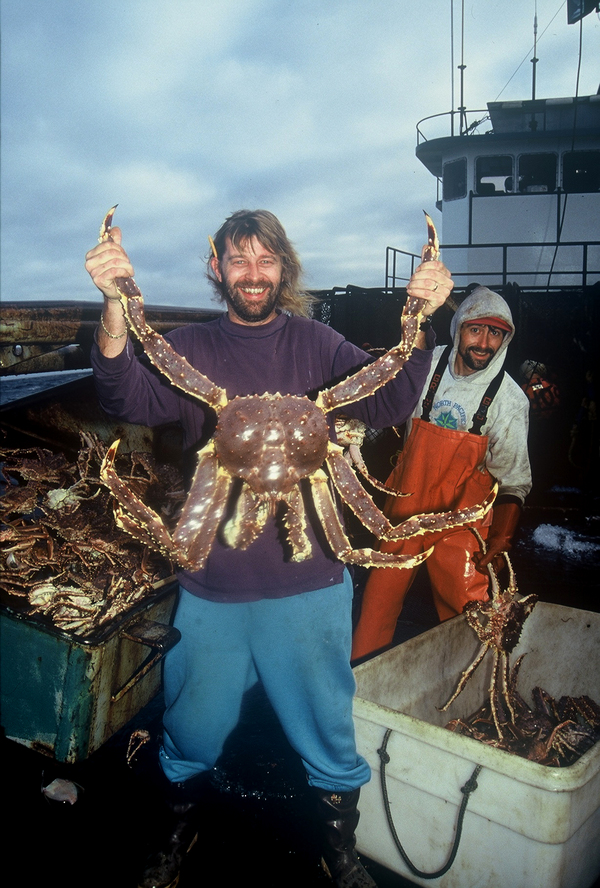
Phil Harris, vor 2005

Philip Charles „Phil“ Harris (* 19. Dezember 1956 in Bothell; † 9. Februar 2010 in Anchorage) war ein US-amerikanischer Kapitän und Miteigentümer des Krabbenfangschiffs Cornelia Marie und in dieser Eigenschaft von 2004 bis zu seinem Tod Mitwirkender der Dokumentarfilm-Fernsehserie Der gefährlichste Job Alaskas.

## Leben
Phil Harris stammt aus der Kleinstadt Bothell im US-Bundesstaat Washington. Seine Mutter starb, als er acht Jahre alt war. Aus seiner ersten Ehe stammen die beiden Söhne Jake und Josh, die als Decksleute auf dem Schiff ihres Vaters arbeiteten. Seinen ersten Job an Deck des Fangbootes American Eagle nahm Harris im Alter von 17 Jahren an, wo er zunächst unter starker Seekrankheit litt und drei Monate lang ohne Lohn arbeitete. Erst als sich ein anderer Decksmann verletzte und ausfiel, nahm er dessen Platz an Bord ein und wurde bezahlt. Vom Geld, das er anschließend auf dem Eismeer verdiente, leistete er sich unter anderem seine erste Corvette.
Mit 21 Jahren wurde er für kurze Zeit Kapitän auf der Golden Viking, wechselte aber schon bald auf ein anderes Schiff. 1990 wurde er Kapitän der Cornelia Marie.
Während des Entladens seines Schiffes erlitt Harris am 29. Januar 2010 im Hafen von Saint-Paul-Island einen Schlaganfall und wurde umgehend zur Behandlung nach Anchorage geflogen, wo er sich im Krankenhaus zunächst wieder erholte. Am 9. Februar 2010 verstarb er im Alter von 53 Jahren in Anchorage an den Folgen eines weiteren Schlaganfalls.

## Der gefährlichste Job Alaskas
In Funktion als Kapitän der Cornelia Marie trat Phil Harris in über 70 Folgen der Dokumentarfilm-Fernsehserie Der gefährlichste Job Alaskas, die in Deutschland unter anderem auf dem Sender DMAX ausgestrahlt wird, in Erscheinung. Die Folgen Kämpfen bis zum Ende (Staffel 6, Episode 16) und Stürmische Zeiten (Staffel 6 Episode 14) sind ihm gewidmet.